# Ebaeides arcuosus
Ebaeides arcuosus är en skalbaggsart som beskrevs av Holzschuh 1998. Ebaeides arcuosus ingår i släktet Ebaeides och familjen långhorningar. Inga underarter finns listade i Catalogue of Life.